# Ciclisme als Jocs Olímpics d'estiu 2008 - Keirin masculí
La cursa de Keirin masculina dels Jocs Olímpics de Pequín es va disputar el 16 d'agost de 2008 al velòdrom de Laoshan.
Aquesta cursa de ciclisme en pista consisteix en un seguit de sèries a superar. A cada cursa els ciclistes han de cobrir 8 voltes a la pista. Les primeres 5 voltes i mitja les fan darrere una bicicleta motoritzada anomenada derny, que a poc a poc va augmentant la velocitat fins a arribar als 50 km/h. En aquest punt la derny marxa i els ciclistes han de cobrir les dues voltes i mitja que els manquen per acabar, guanyant el que acaba primer.
En la primera ronda es disputen quatre sèries, classificant-se els dos primers de cadascuna per a les semifinals. La resta de ciclistes passen a disputar la sèrie de repesca, de les quals se'n fan quatre, classificant-se per a semifinals el vencedor de cadascuna d'elles. D'aquesta manera s'aconsegueixen els 12 semifinalistes, que repartits entre dues semifinals, es disputen el pas a la final. Els tres primers passen a la final, mentre que els altres disputen una cursa per decidir de la 7a a 12a plaça.

## Medallistes
| Or        | Plata      | Bronze         |
| Chris Hoy | Ross Edgar | Kiyofumi Nagai |

## Classificació
Vint-i-cinc ciclistes prenen part a la cursa de Keirin. Chris Hoy (Regne Unit) estava classificat directament per haver guanyat la prova de Keirin al Campionat Mundial de Ciclisme en Pista 2008. També havia guanyat la darrera prova de la Copa del Món 2007, a Sydney, amb la qual cosa deixava una plaça vacant per a la resta de ciclistes, seguint el rànking de l'UCI. Gadi Chait (Sud-àfrica) vencedor del Campionat Mundial B de l'UCI també tenia la plaça per aquesta prova, però no participà en els Jocs.

## Results
- REL=Relegat, DNF=No finalitza, DNS=No comença

### Ronda preliminar
| Pos. | Ciclista          |
| ---- | ----------------- |
| 1    | Chris Hoy         |
| 2    | Carsten Bergemann |
| 3    | Toshiaki Fushimi  |
| 4    | Gregory Bauge     |
| 5    | Kamil Kuczyński   |
| 6    | Denís Dmítriev    |

| Pos. | Ciclista           |
| ---- | ------------------ |
| 1    | Azizul Hasni Awang |
| 2    | Shane Kelly        |
| 3    | Teun Mulder        |
| 4    | Andrii Vynokurov   |
| 5    | Sergey Polynskiy   |
| 6    | Yong Feng          |

| Pos. | Ciclista           |
| ---- | ------------------ |
| 1    | Ross Edgar         |
| 2    | Josiah Ng          |
| 3    | Kiyofumi Nagai     |
| 4    | Denis Špička       |
| 5    | Christos Volikakis |
| REL  | Roberto Chiappa    |

| Pos. | Ciclista                |
| ---- | ----------------------- |
| 1    | Ryan Bayley             |
| 2    | Theo Bos                |
| 3    | Giddeon Massie          |
| 4    | Arnaud Tournant         |
| 5    | Athanasios Mantzouranis |
| 6    | Ricardo Lynch           |
| 7    | Maximilian Levy         |

### Repesca
| Pos. | Ciclista           |
| ---- | ------------------ |
| 1    | Arnaud Tournant    |
| 2    | Christos Volikakis |
| 3    | Yong Feng          |
| 4    | Toshiaki Fushimi   |

| Pos. | Ciclista        |
| ---- | --------------- |
| 1    | Kamil Kuczyński |
| 2    | Denis Špička    |
| 3    | Denís Dmítriev  |
| REL  | Teun Mulder     |

| Pos. | Ciclista         |
| ---- | ---------------- |
| 1    | Kiyofumi Nagai   |
| 2    | Andrii Vynokurov |
| 3    | Ricardo Lynch    |
| 4    | Sergey Polynskiy |

| Pos. | Ciclista                |
| ---- | ----------------------- |
| 1    | Gregory Bauge           |
| 2    | Maximilian Levy         |
| 3    | Athanasios Mantzouranis |
| 4    | Giddeon Massie          |
| 5    | Roberto Chiappa         |

### Semifinals
| Pos. | Ciclista        |
| ---- | --------------- |
| 1    | Chris Hoy       |
| 2    | Shane Kelly     |
| 3    | Arnaud Tournant |
| 4    | Josiah Ng       |
| 5    | Gregory Bauge   |
| 6    | Ryan Bayley     |

| Pos. | Ciclista           |
| ---- | ------------------ |
| 1    | Ross Edgar         |
| 2    | Kiyofumi Nagai     |
| 3    | Carsten Bergemann  |
| 4    | Azizul Hasni Awang |
| DNF  | Theo Bos           |
| DNF  | Kamil Kuczyński    |

### Finals
| Pos.   | Ciclista          |
| ------ | ----------------- |
| Or     | Chris Hoy         |
| Argent | Ross Edgar        |
| Bronze | Kiyofumi Nagai    |
| 4      | Shane Kelly       |
| 5      | Carsten Bergemann |
| 6      | Arnaud Tournant   |

| Pos. | Ciclista           |
| ---- | ------------------ |
| 7    | Gregory Bauge      |
| 8    | Ryan Bayley        |
| 9    | Josiah Ng          |
| 10   | Azizul Hasni Awang |
| 11   | Kamil Kuczyński    |
| DNS  | Theo Bos           |